# Geyikbayırı, Konyaaltı
Geyikbayırı là một xã thuộc huyện Konyaaltı, tỉnh Antalya, Thổ Nhĩ Kỳ. Dân số thời điểm năm 2011 là 419 người.